# Atreus Wanner

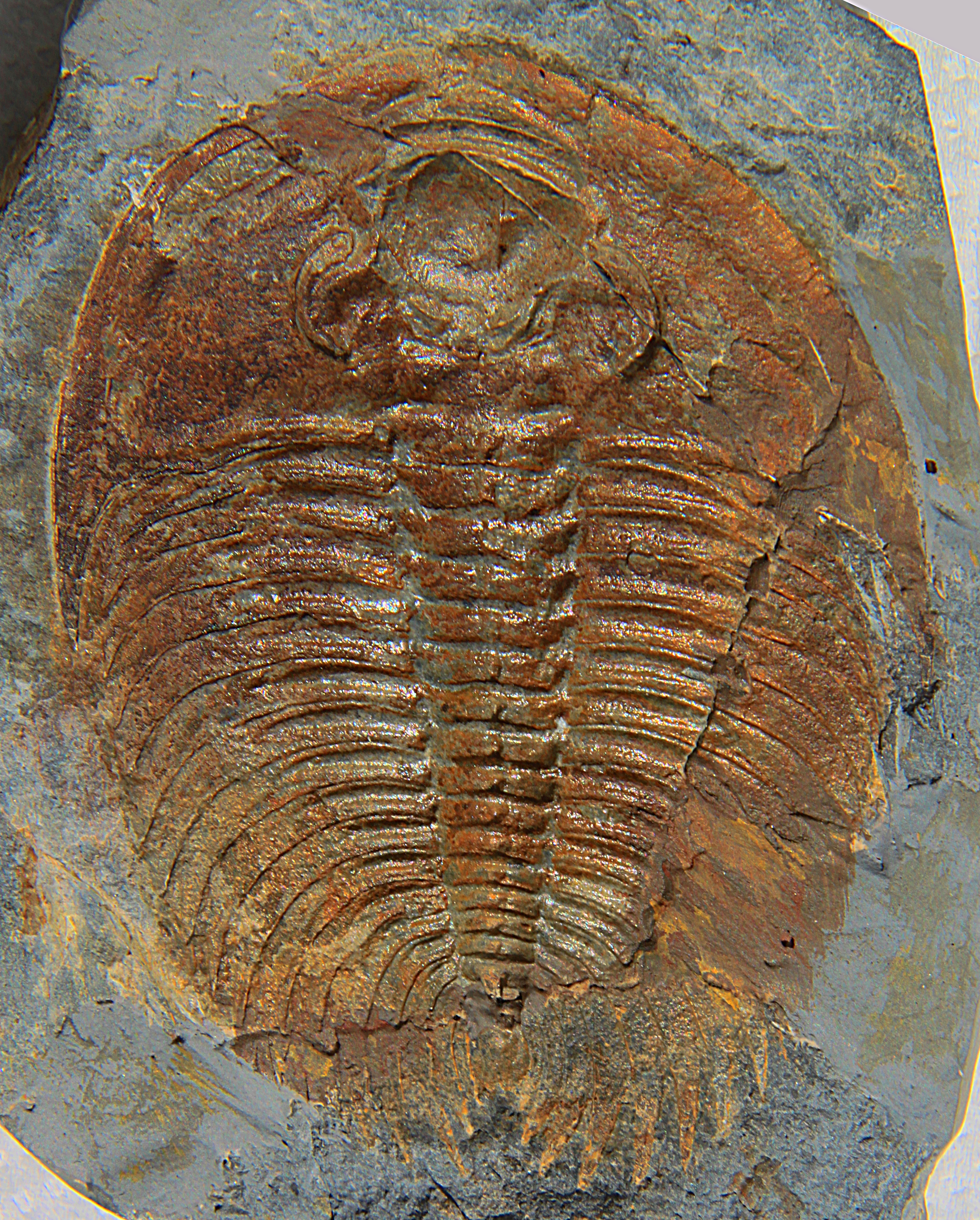
Wanneria walcottana (Wanner 1901)

Atreus Wanner (* 26. September 1852 in Washingtonville, Ohio; † 2. Juni 1938 in Lebanon, Pennsylvania) war ein US-amerikanischer Paläontologe.

## Leben
Wanner studierte am Franklin and Marshall College und war Lehrer (Professor) in York County in Pennsylvania (und Superintendent der öffentlichen Schulen des County). Daneben war er ein Experte für die lokale Geologie und Archäologie. Er trug durch die Sammlung triassischer Fossilien in York County und durch seine Kenntnis der lokalen Geologie in Zusammenarbeit mit Charles Doolittle Walcott vom US Geological Survey (ab 1894 dessen Direktor) zur Aufklärung der Stratigraphie des Kambriums in Pennsylvania bei. Walcott war speziell am Kambrium interessiert und auch Wanner konzentrierte sich ab den 1890er Jahren auf das Kambrium im York Valley. Wanner zog später von York nach Lebanon. Sein Sohn Henry E. Wanner befasste sich auch mit triassischen Fossilien aus Pennsylvania und veröffentlichte dazu.
1889 beschrieb er Dinosaurier-Fußspuren aus dem Trias von Goldboro (ein Typ von Fußspuren wurde nach ihm Atreipus genannt). Die Fußspuren vom Atreipus Typ dienen als Leitfossil, da sie nur über rund zehn Millionen Jahren vorkamen. Sie werden einem frühen Dinosaurier Grallator zugeschrieben (früher aber unter verschiedenen anderen Namen). Saurierreste aus Pennsylvania fanden sich in der New Oxford Formation und Gettysburg Formation der Newark Supergroup der späten Trias und wurden zuerst 1878 von Edward Drinker Cope beschrieben (heute dem Pseudosuchier Galtonia gibbidens zugeschrieben). Am selben Fundort (Le Cron’s Copper Mine, bei Emigsville) fand auch Wanner 1898 weitere Überreste.
1900 beschrieb er mit W. M. Fontaine fossile Pflanzenreste aus dem Trias von York Haven (einen Teil seiner Sammlung vermachte er 1927 dem Smithsonian). Fontaine benannte einige der dabei neu entdeckten Pflanzenarten nach ihrem Finder Atreus Wanner und beiden gelangen einige Erstbeschreibungen. Walcott benannte eine kambrische Brachiopode nach Wanner (Yorkia wanneri). Wanner benannte eine Olenellus-Art nach Walcott und Walcott die Trilobiten-Gattung Wanneria. Er publizierte auch über indianische Relikte seiner Heimat.
Eine Schule in York ist nach ihm benannt (eingeweiht 1941).
1882 heiratete er Clara Jane Eckert.

## Schriften
- mit William Morris Fontaine: Triassic flora of York County, Pennsylvania, US Geological Survey Annual Report 20, 1900, S. 233–255
- The discovery of fossil tracks, algae etc. in the Triassic of York County, Pennsylvania, Annual Report of the Geological Survey of Pennsylvania for 1887, Part 2, S. 21–35